# الجنات
ال-جنات یک منطقهٔ مسکونی در یمن است که در استان صنعا واقع شده‌است.